# Muromské knížectví
Muromské knížectví (rusky Муромское княжество) bylo středověké ruské knížectví s hlavním městem Murom. Vzniklo v polovině 12. století oddělením se od Černigovského knížectví a zaniklo na konci 14. století začleněním do Moskevského velkoknížectví. Knížectví muromské je neoddělitelně spjato s Rjazaňským knížectvím, s kterým takřka po celou dobu tvořilo personální unii známou jako Muromsko-rjazaňské knížectví. Oba celky sdílí společnou historii, pouze s tím rozdílem, že knížectví muromské se nacházelo po celou dobu ve stínu Rjazaňského knížectví, které bylo významnější. Muromské knížectví bylo také méně ruské, neboť bylo totiž domovinou národa Muromců náležících k ugrofinské skupině volžských národů.

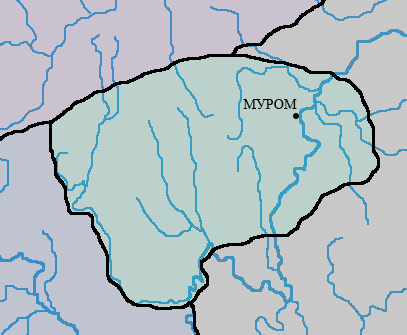
Knížectví ve 12. století

Murom byl kompletně zničen Mongoly během jejich vpádu (1237–1238). V roce 1392 moskevský velkokníže Vasilij I. získává od chána Tochtamiše svolení připojit Muromské knížectví k Moskevské Rusi, ještě spolu s knížectvími nižněnovgorodským a gorodenským.